# Đông Bình, Thới Lai
Đông Bình là một xã thuộc huyện Thới Lai, thành phố Cần Thơ, Việt Nam.
Xã Đông Bình có diện tích 27,71 km², dân số năm 1999 là 8.051 người, mật độ dân số đạt 291 người/km².